# 沉默的一代
沉默的一代（Silent Generation）是指西方世界「最偉大的一代」之後、嬰兒潮一代之前的成年的一代人。這一代通常被定義為1928年至1945年出生的人。根據這一定義和美國人口普查數據，截至2019年，美國「沉默的一代」有2300萬人。